# Думбија (Грчка)
Думбија (грч. Δουμπιά) је насељено место у општини Полигирос у периферији Средишња Македонија, Грчка. Према попису из 2021. године било је 459 становника.
На попису из 1913. године у Думбији је живело 560 Грка.